# オムニボットの挑戦!!
オムニボットの挑戦!!（オムニボットのちょうせん）は、2015年10月3日から12月26日まで第1期が、2016年4月2日から9月24日まで第2期が放送された、千葉テレビ放送（チバテレ）制作のオムニボット専門の番組。

## 出演者
岡村明奈、沢口けいこ、林弓束、藤本結衣らが務める。

## スタッフ
- プロデューサー：小森健一郎、前田和宏
- 営業プロデューサー：青柳吉彦、滝隼人
- 技術協力：fmp、麻布プラザ
- 協力：タカラトミー
- 制作協力：Fountain、千葉テレビメディアネット
- 制作著作：チバテレ

## エンディングテーマ曲
第2期
- predia「刹那の夜の中で」（#1～#20）
- Silent Siren「What Snow is it?」（#21～#26）

## ネット局
| 放送対象地域 | 放送局                                                    | 系列                            | 放送日時                 | 放送期間                                                    |
| ------------ | --------------------------------------------------------- | ------------------------------- | ------------------------ | ----------------------------------------------------------- |
| 千葉県       | 千葉テレビ放送（CTC,チバテレ） オムニボットの挑戦!!制作局 | 独立局 （首都圏トライアングル） | 毎週土曜日22:30 - 22:45  | (1期) 2015年10月3日 - 12月26日 (2期) 2016年4月2日 - 9月24日 |
| 埼玉県       | テレビ埼玉（TVS,テレ玉）                                  | 独立局 （首都圏トライアングル） | 毎週土曜日 17:30 - 17:45 |                                                             |
| 神奈川県     | テレビ神奈川（tvk）                                       | 独立局 （首都圏トライアングル） | 毎週土曜日 09:15 - 09:30 |                                                             |
| 広島県       | 広島ホームテレビ（HOME）                                  | テレビ朝日系列                  | 毎週土曜日 5:05 - 5:20   |                                                             |